# Niederbröl
Niederbröl ist ein Ortsteil von Nümbrecht im Oberbergischen Kreis im südlichen Nordrhein-Westfalen innerhalb des Regierungsbezirks Köln.

## Lage und Beschreibung
Der Ort liegt in Luftlinie rund 4,1 km östlich vom Ortszentrum von Nümbrecht entfernt.

## Geschichte

### Erstnennung
1447 wurde der Ort das erste Mal urkundlich erwähnt und zwar „Rechnung des Rentmeisters Joh. van Flamersfelt“
Schreibweise der Erstnennung: Broille

## Bus und Bahnverbindungen

### Linienbus
Haltestelle Niederbröl:
- 312 Waldbröl – Nümbrecht – Homburg/Bröl – Bielstein – Ründeroth (OVAG, Werktagsverkehr, bedingter Samstagsverkehr)